# أومبرتو رومانو
أومبرتو رومانو (6 يناير 1973 بسويسرا - ) هو لاعب كرة قدم سويسري في مركز قلب الدفاع. شارك مع منتخب سويسرا تحت 21 سنة لكرة القدم. أما مع النوادي، فقد لعب مع نادي زيورخ ونادي سانت غالن ونادي فينترتور ونادي ويل وFC Malcantone Agno ‏ ونادي لوكارنو ونادي بادن ‏ وFC Wettingen ‏ وSR Delémont ‏.

## وصلات خارجية
- أومبرتو رومانو على موقع قاعدة بيانات كرة القدم.إي يو (الإنجليزية)
- أومبرتو رومانو على موقع Soccerway.com (الإنجليزية)
- أومبرتو رومانو على موقع عالم كرة القدم.نت (الإنجليزية)